# Richard Gregory
Richard Langton Gregory CBE FRS FRSE (Londres, 24 de julho de 1923 — Bristol, 17 de maio de 2010) foi um psicólogo britânico. Foi professor emérito de neuropsicologia da Universidade de Bristol.

## Obras
- Recovery from Early Blindness: A case Study (1963), with Jean Wallace, Exp. Soc. Monogr. No.2. Cambridge: Heffers. {C & M of P. pp. 65–129}.
- Eye and Brain: The Psychology of Seeing (1966), London: Weidenfeld and Nicolson. [in twelve languages]. Second Edition (1972). Third Edition (1977). Fourth Edition (1990). USA: Princeton University Press; (1994) Oxford: Oxford University Press. Fifth Edition (1997) Oxford University Press and (1998) Princeton University Press.
- The Intelligent Eye (1970), London: Weidenfeld and Nicolson. [in 6 languages].
- Illusion in Nature and Art (1973), (ed with Sir Ernst Gombrich), London: Duckworth.
- Concepts and Mechanisms of Perception (1974), London: Duckworth. [collected papers].
- Mind in Science: A History of Explanations of Psychology and Physics (1981), London: Weidenfeld and Nicolson; USA: CUP. Paperback, Peregrine (1984). (Macmillan Scientific Book Club choice). Transl. Italian, La Mente nella, Scienze, Mondadori (1985).
- Odd Perceptions [essays] (1986), London: Methuen. Paperback (1988) Routledge. (2nd edition 1990-91).
- Creative Intelligences (1987), (ed with Pauline Marstrand), London: Frances Pinter. ISBN 0-86187-673-3.
- Oxford Companion to the Mind (1987), (ed.) Oxford: OUP. [translated into Italian, French, Spanish. In TSP Softbacks, and other Book Clubs]. Paperback 1998.
- Evolution of the Eye and Visual System (1992), (ed with John R Cronly-Dillon), Vol 2 of Vision and Visual Dysfunction. London: Macmillan.
- Even Odder Perceptions (1994), [essays]. London: Routledge.
- The Artful Eye (1995), (ed with J. Harris, P.Heard and D. Rose). Oxford: OUP
- Mirrors in Mind (1997), Oxford: W. H. Freeman/Spektrum. (1998) Penguin.
- The Mind Makers (1998), London: Weidenfeld and Nicolson.
- Seeing Through Illusions (2009), OUP.
- Main journal publications